# Catharsius gorilla
Catharsius gorilla är en skalbaggsart som beskrevs av Thomson 1858. Catharsius gorilla ingår i släktet Catharsius och familjen bladhorningar. Inga underarter finns listade.